# Carles Marco Soler
Carles Marco Soler (El Palmar, Valencia; 5 de abril del 2000) es un futbolista español que juega como lateral derecho en el Elche CF Ilicitano de la Tercera Federación.

## Trayectoria
Nacido en la pedanía valenciana de El Palmar, se une al fútbol base del Valencia CF en 2014 procedente del Sedaví CF. En agosto de 2019, tras un breve paso por la cantera del Burgos CF, firma por la UD Alzira de la Tercera División, debutando el siguiente 25 de agosto al partir como titular y anotando el primer gol en la victoria de su equipo por 2-0 frente al CD Roda.
El 7 de agosto de 2020 se marcha al CD Mirandés para jugar en su filial, también en Tercera División. Logra debutar con el primer equipo el 1 de noviembre del mismo año al entrar como suplente en la segunda mitad de una derrota por 0-1 frente al CD Leganés en la Segunda División.
El 24 de agosto de 2021 se oficializa su incorporación al Elche CF para jugar en su filial en la Tercera Federación. Debuta con el primer equipo ilicitano el 12 de noviembre de 2022 al partir como titular en la victoria por 0-3 contra el CD L'Alcora en la Copa del Rey.

## Clubes
Actualizado al último partido disputado el 23 de abril de 2023.
| Club               | País   | Año       | Partidos | Goles |
| ------------------ | ------ | --------- | -------- | ----- |
| UD Alzira          | España | 2019-2020 | 23       | 1     |
| CD Mirandés "B"    | España | 2020-2021 | 28       | 0     |
| CD Mirandés        | España | 2020-2021 | 1        | 0     |
| Elche CF Ilicitano | España | 2021-act. | 59       | 2     |
| Elche CF           | España | 2022-act. | 1        | 0     |